# Tyla Rattray
Tyla Rattray   (Durban, 12 de novembre de 1985) és un pilot de motocròs sud-africà, Campió del Món de MX2 amb KTM el 2008.
A 1 de gener de 2010

## Trajectòria esportiva
Rattray feu la seva primera incursió en competició internacional el 1999, tot participant en la Copa del Món de la FIM de 85 cc a Gaildorf, Alemanya. Tot i no estar gens familiaritzat amb les condicions, es feu un lloc ràpidament entre l'elit internacional i acabà tercer a l'esdeveniment. L'any 2000 es traslladà a Tasmània per tal d'integrar-se al Vangani Racing team, tot participant en el campionat Europeu (Grans Premis d'Alemanya i dels Països Baixos), així com en curses internacionals. El 2001, a 15 anys, es qualificà per a les seves primeres curses del Mundial. Participà també en curses del Campionat d'Europa i millorà el seu estatus al Campionat dels Països Baixos.

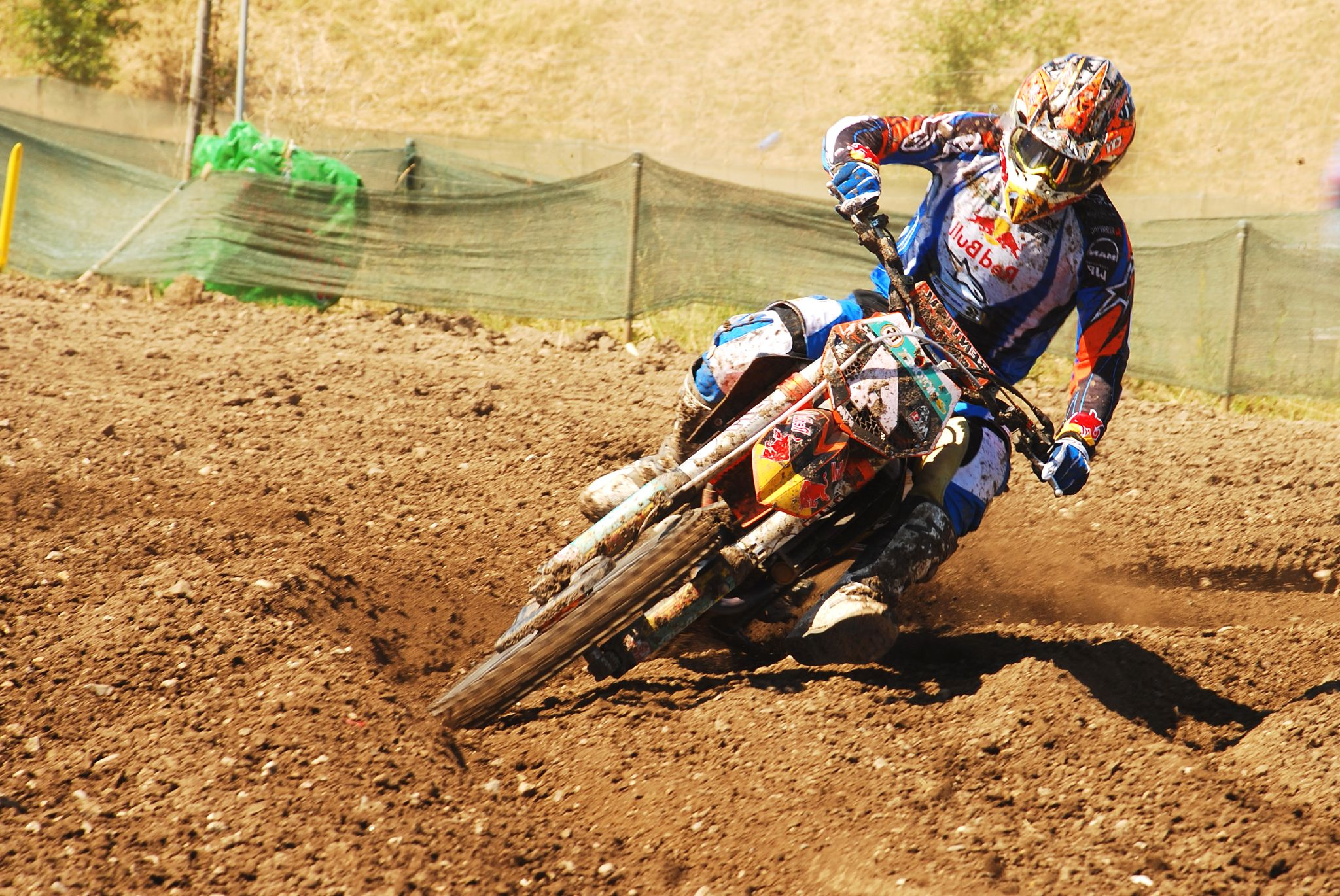
Amb la KTM el 2008

El 2002 formà part del "dream team" de l'equip Vangani Racing amb Ben Townley i Tanel Leok. Guanyà la primera cursa de qualificació per al Mundial de la temporada a Valkenswaard, acabant vuitè al Gran Premi. Poc després, aconseguí el seu primer podi quan acabà segon a Genk, Bèlgica. A només 16 anys, esdevingué un dels pilots més joves a haver-ho aconseguit mai. El 2003 guanyà els Campionats neerlandesos de 125cc i Superfinal, com a membre del Bruforce Racing KTM team. El 2004 guanyà el seu primer Gran Premi, el de d'Espanya (disputat a Bellpuig). Aquella temporada acabà segon al Mundial en categoria MX2, rere el seu company d'equip a KTM Ben Townley. Sengles lesions el mantingueren apartat dels llocs d'honor durant les temporades de 2005 i 2006.
El 2008, finalment, guanyà el seu títol de Campió del Món integrant l'equip KTM de fàbrica, dirigit pel deca-Campió del Món Stefan Everts. Abans del començament de la temporada, optà per canviar el seu nombre fix de dorsal, el 16, pel 4 aprofitant que era disponible. Abans de començar la temporada 2009 es feu públic que l'equip oficial de KTM i Rattray havien partit peres de mutu acord, atès que Rattray havia manifestat estar més interessat a competir als EUA, seguint les passes d'altres Campions del Món sud-africans com ara Grant Langston i Greg Albertyn. Rattray acabà aquell 2009 en novè lloc final al Campionat AMA de motocròs, a la categoria 250.

## Palmarès al Campionat del Món de Motocròs
| Any  | Motocicleta | 125cc |
| ---- | ----------- | ----- |
| 2002 | KTM         | 7è    |
|      |             | 125cc |
| 2003 | KTM         | 6è    |
|      |             | MX2   |
| 2004 | KTM         | 2n    |
| 2005 | KTM         | 15è   |
| 2006 | KTM         | 4t    |
| 2007 | KTM         | 4t    |
| 2008 | KTM         | 1r    |